# Steam Spy
Steam Spy 是由Sergey Galyonkin於2015年4月推出的網站。該網站使用Steam的應用程式介面來估算該服務提供之軟體的銷售數據。估算方式是由Steam的應用程式介面查詢使用者設定檔，來判斷他們所擁有的軟體（以電玩遊戲為主），並使用統計學來估算整體銷量。軟體開發者曾指出Galyonkin的演算法所提供的銷售數據誤差在10%以內，儘管如此Galyonkin仍然建議在財報或是其他重要商業決策時應謹慎使用他的估算數據。然而因為2018年4月Steam的隱私權相關功能之變更造成資料取得困難，Galyonkin曾說他也無法從其他資料來源獲得足夠的數據來做精確估算，可能需要關閉或是封存網站。但在當月末，他又發布了使用目前公開可取得之資料的全新演算法，雖然擁有大幅偏差，但他仍然相信有著合理的準確度。